# Joseph Safra
Joseph Yacoub Safra (Beirute, 1 de setembro de 1938 — São Paulo, 10 de dezembro de 2020) foi um banqueiro, empresário e filantropo libanês de origem síria, naturalizado brasileiro (que chegou ao país em 1962). É o fundador do Banco Safra. Com uma fortuna estimada em 23,3 bilhões de dólares em 2020, era considerado o homem mais rico do Brasil e o 37.º do mundo, de acordo com a Forbes. Ele também era considerado o banqueiro mais rico do mundo.

## Biografia
Joseph Safra nasceu no Líbano (ou em Alepo, Síria), filho de Jacob e Esther Teira Safra, numa família de origem judaica. Seu pai (oriundo da Síria), havia imigrado para Beirute nos anos 20, onde se estabeleceu e iniciou seus negócios no setor bancário, fundando o Banco Jacob E. Safra. Nos anos 50, a família imigrou para o Brasil, fugindo da perseguição aos judeus no Oriente Médio, fundando o Banco Safra em 1957. Safra estudou na Inglaterra e trabalhou no Bank of America, nos EUA, antes de juntar aos pais e irmãos. O irmão Edmond, mais velho dos nove filhos, cuidava dos negócios no exterior, e Moise e Joseph ajudavam Jacob no Brasil. Após a morte de Edmond, em 1999, em um incêndio criminoso, Joseph e Moise mantiveram o controle do banco até 2006, quando Joseph adquiriu a parte de Moise, numa transação estimada em cinco bilhões de dólares que desgastou as relações familiares.
Ao longo dos anos, Joseph diversificou seus negócios em diversos campos, com destaque para o mercado de Private Equity em empresas como a Aracruz Celulose S.A., da qual foi sócio entre 1988 e 2009 (quando vendeu os ativos ao Grupo Votorantim). Também esteve à frente das empresas de telefonia móvel BCP e Cellcom (israelense). Em 2012 iniciou a transição da gestão do Banco Safra para os filhos — Jacob, David e Alberto —, e passou a dedicar-se ao recém adquirido banco suíço Sarasin. Para tanto, fundou a holding Bank J. Safra Sarasin Ltd. Em vida, definiu que os negócios no exterior seriam conduzidos pelo filho Jacob e a gestão no Brasil, incluindo o Banco Safra, pelo filho David. Apesar do poder econômico, Joseph afirmava gostar de viver uma vida simples e reservada, longe da imprensa e exposição geral.
Assim como seus irmãos Edmond e Moise, Joseph também sempre buscou manter o nome da família Safra ligado à filantropia, com contribuições e esforços voltados para as áreas de assistência social, educação e saúde, não apenas no Brasil mas no exterior também.
Joseph casou-se com Vicky Sarfati Safra, em 1969, com a qual teve quatro filhos: Jacob, Esther, Alberto e David. Morava no Morumbi e ia todos os dias de helicóptero para a sede do banco. Gostava de nadar e assistir os jogos do Corinthians no estádio, junto dos netos. Nos últimos anos, porém, viveu na Suíça.
Era poliglota, falando línguas como árabe, hebraico, inglês, francês, espanhol, italiano e português.
Safra lutava contra o mal de Parkinson e morreu no dia 10 de dezembro de 2020 em São Paulo de causas naturais.